# Lonchocarpus neurophyllus
Lonchocarpus neurophyllus är en ärtväxtart som beskrevs av Ignatz Urban. Lonchocarpus neurophyllus ingår i släktet Lonchocarpus och familjen ärtväxter.

## Underarter
Arten delas in i följande underarter:
- L. n. neurophyllus
- L. n. oligophyllus